# Municipio de Hidalgo (Nuevo León)
El municipio de Hidalgo es uno de los 51 municipios del estado mexicano de Nuevo León. Está situado en el centro de todo el estado de Nuevo León. El municipio es nombrado así en honor a Miguel Hidalgo y Costilla a quien se le conoce como el padre de la patria.

## Geografía
El municipio tiene 208 km² de área, limita al norte y este con el municipio de Salinas Victoria y al sur y oeste con el Municipio de García y al sureste y sur con el Municipio de General Escobedo y al este con el Municipio de Abasolo  y al este con un pequeño sector Municipio de El Carmen  y finalmente al oeste y suroeste con el municipio de Mina  La cabecera municipal está a 549 metros sobre el nivel del mar y se encuentra en un valle formado entre dos montañas, al noreste está la Sierra de Minas Viejas; que forma el Potrero Grande, donde hay varios ranchos ganaderos, avícolas y porcinos, al suroeste está la Sierra del Fraile, que forma el Potrero Chico. El municipio tiene un IDH de 0.823, que es muy alto y su PIB per cápita es de 16.953 dólares estadounidenses. Potrero Chico es uno de los mejores lugares para escalar a nivel mundial. La fiesta religiosa de "Nuestra Señora del Pueblito", patrona del pueblo, es celebrada el 8 de diciembre.

## Clima
El clima de Hidalgo es Clima cálido, con una temperatura media anual de 23 °C, la temperatura mínima registrada en el municipio es de -4 °C y la máxima es de más de 40 °C. Las lluvias aparecen entre septiembre y octubre. Su precipitación anual es de 290 mm.
Sus meses más calurosos son junio y julio.